# Happiness Is a Warm Gun
Happiness Is a Warm Gun is een rocknummer uit 1968 van de Britse popgroep The Beatles, op het album The Beatles, beter bekend als The White Album. Het nummer is grotendeels door John Lennon geschreven, maar is zoals gebruikelijk toegeschreven aan Lennon-McCartney.

## Inspiratie
Lennon zei dat hij inspiratie kreeg van een tijdschrift dat producent George Martin hem liet zien, met op de omslag de tekst "Happiness is a warm gun in your hand" (wat ook de originele werktitel van het nummer was). Lennon vond dit absurd genoeg om er een lied over te schrijven.
Lennon: "I think he showed me a cover of a magazine that said 'Happiness Is a Warm Gun.' It was a gun magazine. I just thought it was a fantastic, insane thing to say. A warm gun means you just shot something. Like heroin into your arm." De titel van het artikel was een parodie op "Happiness Is a Warm Puppy," een Peanuts-boek geschreven en geïllustreerd door Charles Schulz in 1962.
Happiness Is a Warm Gun is het favoriete nummer van McCartney op The White Album. Hoewel er veel spanning heerste tijdens de opnames van het nummer, werkten de Beatles samen om de moeilijke ritmische constructies te verwerken. Door die samenwerking wordt het nummer beschouwd als een van de weinige echte "Beatles"-nummers op het album.

## Interpretaties
Veel verschillende interpretaties van het lied zijn door de jaren naar voren geschoven. Zo zei men dat, de "Warm Gun" ook kan refereren aan Lennons seksuele verlangens naar Yoko Ono en ook aan zijn problemen met heroïne tijdens de opnames van the White Album (in dat geval zou het geweer verwijzen naar een geprepareerde naald, hoewel Lennon beweerde heroïne te snuiven, eerder dan te injecteren, gedurende de periode dat hij de drug gebruikte). Een andere verwijzing naar heroïne in het lied is de vers "I need a fix, 'cuz I'm going down/Down to the bits that I left uptown."

## Samenstelling band
- John Lennon - lead vocals, achtergrondzang, eerste gitaar
- Paul McCartney - basgitaar, achtergrondzang
- George Harrison - tweede gitaar, achtergrondzang
- Ringo Starr - drums, tamboerijn